# San Marco Evangelista al Campidoglio (församling)
San Marco Evangelista al Campidoglio är en församling i Roms stift.
Till församlingen San Marco Evangelista al Campidoglio hör följande kyrkobyggnader:
- San Marco Evangelista al Campidoglio
- San Giuseppe dei Falegnami al Foro Romano
- Santa Maria in Ara Coeli al Campidoglio
- Santa Maria Nova (Santa Francesca Romana al Palatino)
- Santi Cosma e Damiano
- Santi Luca e Martina al Foro Romano
- Santissimo Nome di Gesù all'Argentina
- San Lorenzo de' Speziali in Miranda